# Stazione di Durazzo
La stazione di Durazzo (in albanese Stacioni hekurudhor i Durrësit) è la stazione ferroviaria capolinea della ferrovia Durazzo-Tirana. Serve Durazzo, la seconda città dell'Albania.

## Storia
La costruzione della stazione realizzata tra il 1940 e il 1949. La creazione della stazione e del collegamento ferroviario con il più grande porto albanese era già stata prevista dall'amministrazione italiana di occupazione durante la seconda guerra mondiale; fu realizzata solo dopo la fine del conflitto. La stazione entrò in funzione nel 1947, con l'apertura della linea ferroviaria da Durazzo a Peqin, la prima linea ferroviaria a scartamento normale in Albania, prima che fosse completata la prima tratta ferroviaria del Paese su tutta la lunghezza. L'attivazione avvenne il 23 febbraio 1949, con l'apertura della Durazzo-Tirana. Nel 2014 la facciata della stazione è stata ricostruita e alcuni servizi sono stati modernizzati.